# 香格里拉职业学院
香格里拉职业学院，是位于中华人民共和国云南省迪庆藏族自治州香格里拉市的一所全日制公办普通高等职业学校。

## 历史
中华人民共和国成立后，迪庆藏族自治州因位置偏远等因素长期没有建立高等院校。云南民族大学等高校则曾助力该州建立高等职业学校，以為当地培養經濟社會發展需要的應用技術型的人才。
2023年3月，云南省人民政府同意成立香格里拉职业学院，并明定该校由迪庆藏族自治州人民政府举办，属专科层次的全日制公办普通高等职业学校。學校的成立也填補了迪庆州高等教育的空白。其后，该校于2023年6月挂牌成立，并开设了畜牧兽医、康复治疗技术、林业技术、旅游管理、现代文秘五个专科专业。